# Lepidozona clathrata
Lepidozona clathrata är en blötdjursart som först beskrevs av Reeve 1847.  Lepidozona clathrata ingår i släktet Lepidozona och familjen Ischnochitonidae.
Artens utbredningsområde är Baja California (Mexiko). Inga underarter finns listade i Catalogue of Life.